# Schürstab (Patrizier)

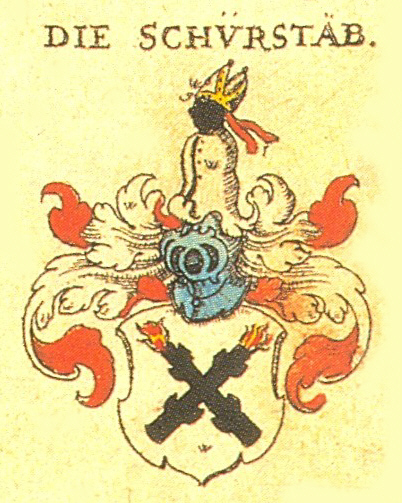
Wappen der Schürstab nach Siebmacher

Die Schürstab (auch Schürstab von Oberndorf) waren eine einflussreiche Patrizierfamilie der Reichsstadt Nürnberg, erstmals urkundlich erwähnt im Jahr 1299. Namensgebender Familiensitz war das 1375 von den Leupold III. Schürstab gekaufte Rittergut Oberndorf.

## Geschichte

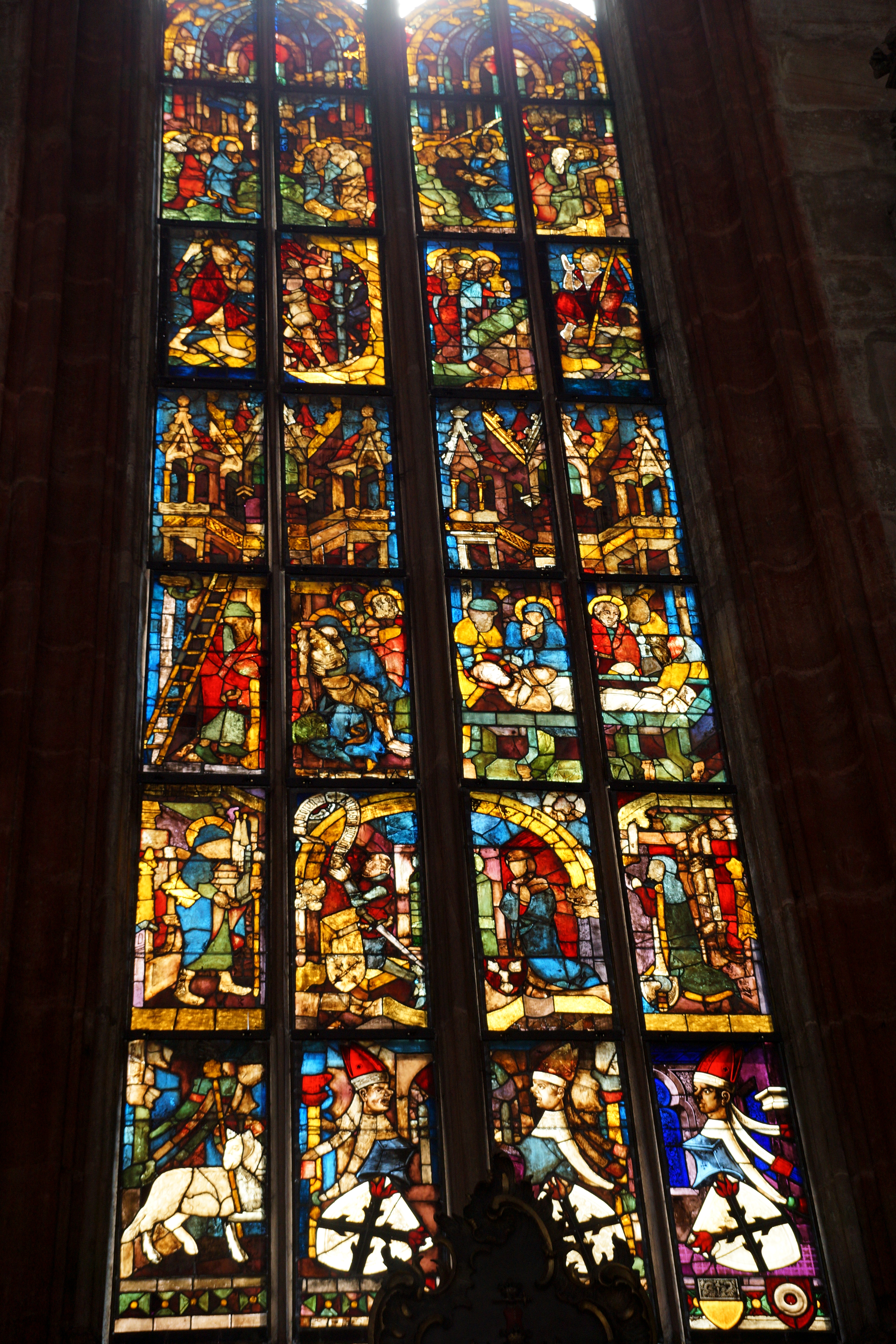
Schürstab-Fenster in der Sebaldskirche

1299 ist erstmals ein Friedrich Schürstab urkundlich in Nürnberg erwähnt. Das Geschlecht war der Familienüberlieferung nach aus Hermannstadt in Siebenbürgen eingewandert, wo sie im Lande sesshaft gewesen waren und „die von Trauttenburg“ hießen. Von dem Beinamen eines dieser Ahnherren rührte, wie die Familie annahm, der Name „Schürstab“ her, welchem auch das „redende“ Wappen – zwei gekreuzte brennende Stäbe – entsprach.
Die Schürstab erwarben sich durch Handelstalent und geschickte Heiratspolitik einen bedeutenden Ruf. Seifried Schürstab († 1357) und seine Frau Anna Muffel kauften 1328 das Schürstab-Haus am Milchmarkt. Sie besaßen auch den Schürstabhof in der Lammsgasse. Das Paar hatte zehn Töchter und drei Söhne. Die Söhne waren Leupold III., Konrad I. und Seyfried, von denen die beiden ersten das Geschäft fortführten und Ratsherren wurden und der dritte dem Deutschen Orden beitrat.
Ab 1351 war Leupold III. Schürstab († 1379) der erste aus seiner Familie, der in den Inneren Rat aufgenommen wurde und damit ins regierende Nürnberger Patriziat. Er handelte erfolgreich mit Luxusgütern (Brabanter Tuche, Wein, Gewürze, Silber, Wachs) und hatte Geschäftsbeziehungen zum Niederrhein, nach Oberitalien, nach Polen und nach Ungarn. 1375 kaufte er das Rittergut Oberndorf, nach dem sich die Familie nun Schürstab von Oberndorf nannte. Er stiftete auch das Schürstab-Fenster in der Sebaldskirche, das neben dem Schürstab-Wappen auch die Wappen seiner beiden Ehefrauen Kunigunde Nützel und Gerhaus von Streitberg († 1428) zeigt. Leupold III. Schürstab stiftete noch ein weiteres Fenster für die ehemalige Siechkobelkapelle St. Johannis. Auch in der Marthakirche befindet sich ein Schürstab-Fenster von 1410. Das Epitaph der Dorothea Schürstab mit der Messe des Hl. Gregor vom Meister des Veldener Altars (um 1475) befindet sich im Germanischen Nationalmuseum.
Nach 1500 ging die Bedeutung der Familie zurück, als die Schürstab sich von ihren Niederlassungen in Venedig, Lyon und Ungarn zurückzogen, Bürgerliche heirateten und Handwerker, Wirte oder einfache Juristen wurden. 1584 starb mit Hieronymus III. Schürstab der letzte Innere Rat aus der Familie. Das Gut Oberndorf wurde 1552 im Zweiten Markgrafenkrieg in Schutt und Asche gelegt; 1608 wurden die Reste davon an die Tucher verkauft. 
Der letzte männliche Vertreter der Patrizierfamilie, Johann Meinhard Schürstab († 1668) war nürnbergischer Pfleger zu Hiltpoltstein. Er wurde 1655 abgesetzt. In den folgenden Jahrzehnten kam es wegen der geforderten Zulassung angeblicher Nachkommen der patrizischen Schürstab zu den Ratsämtern zu Streitigkeiten und Prozessen. Nach hartnäckigem Weigern musste sich der Rat den kaiserlichen Aufforderungen beugen und Georg Wolfgang Schürstab, der seit 1717 Genannter des Größeren Rats war, zu Ratsämtern zulassen. Er wurde 1729 Stadtalmosenpfleger. Volle Anerkennung erlangte er aber innerhalb der ratsfähigen Familien nicht. 1743 starb dieser letzte Schürstab ohne Nachkommen.

## Schürstabhaus

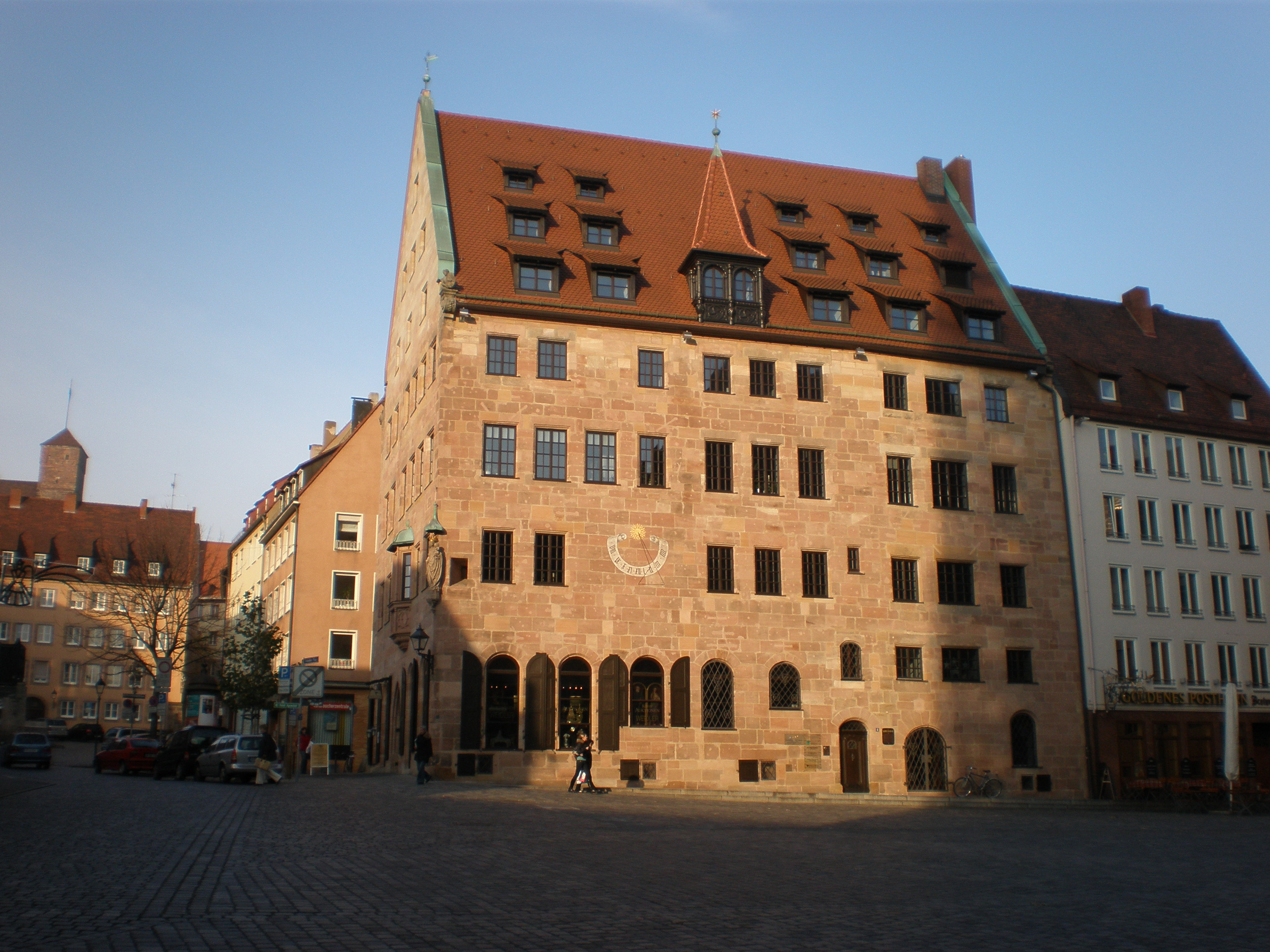
Das Schürstabhaus in Nürnberg

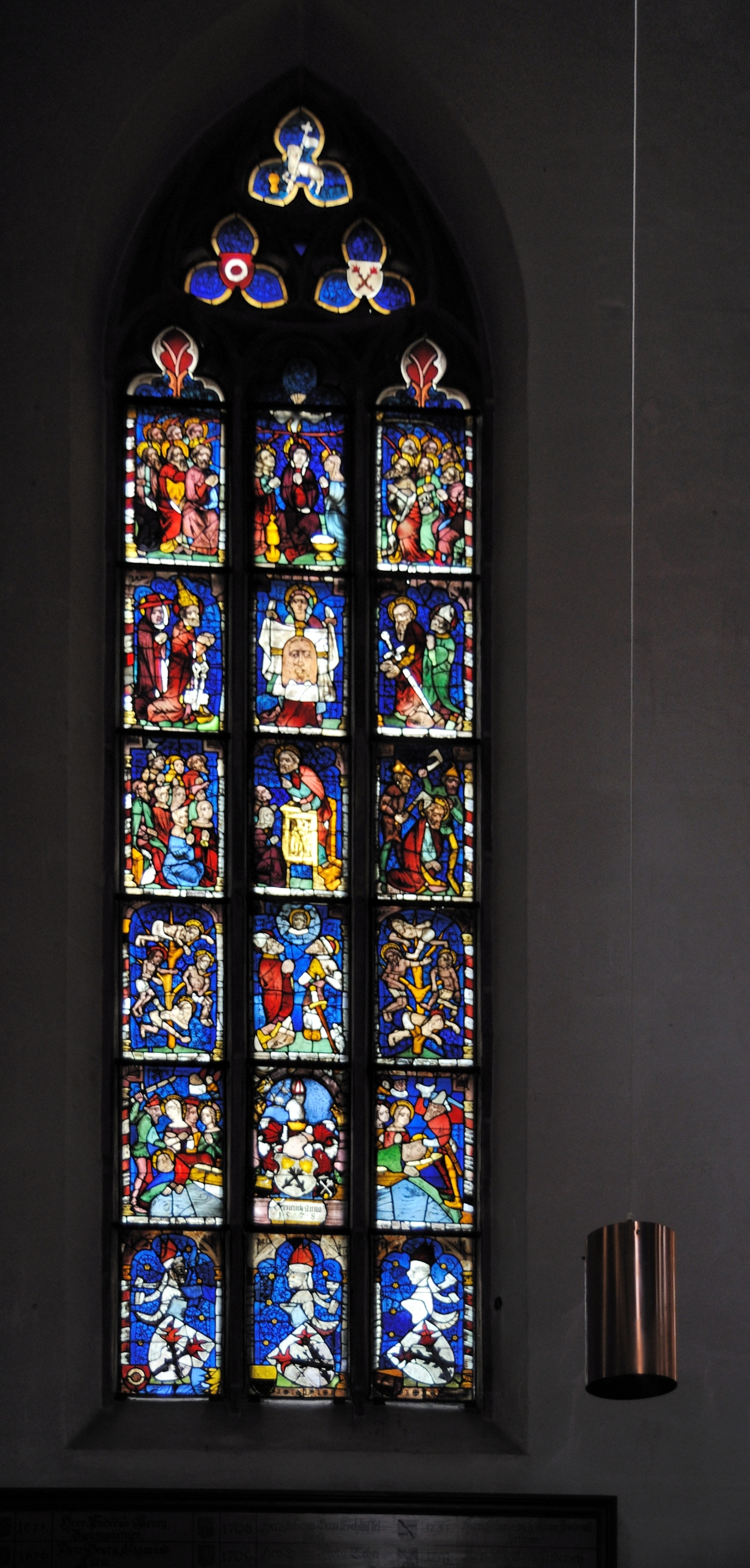
Schürstab-Fenster in der Marthakirche, um 1410

Das heute noch existierende Schürstabhaus gehörte 1328–1478 der Familie Schürstab, ist im Kern jedoch ein Ministerialensitz aus dem 12. Jahrhundert. 1390 und 1406 (durch Erhard d. Ä. Schürstab) erfolgten erste Umbauten.

## Wichtige Vertreter
- Leupold III. Schürstab († 1379), Patrizier, Groß- und Fernhandelskaufmann sowie Ratsmitglied
- Erasmus Schürstab d. J. (1426–1473), Patrizier, Groß- und Fernhandelskaufmann sowie Ratsmitglied[7]
- Erhard Schürstab († 1461), Patrizier, Ratsmitglied, Spitalpfleger, Kriegsherr, Bürgermeister und Chronist
- Hieronymus Schürstab († 1507), Ratsherr, Bürgermeister[8][9]
- Johann Schürstab von Oberndorf (1522–1567), Patrizier, Jurist sowie Ratsmitglied
- Johann Meinhard Schürstab († 1668), nürnbergischer Pfleger zu Hiltpoltstein
- Johann Mannhardt Schürstab von Oberndorf (1600–1668), Burgvogt zu Hilpoltstein; Letzter der Familie

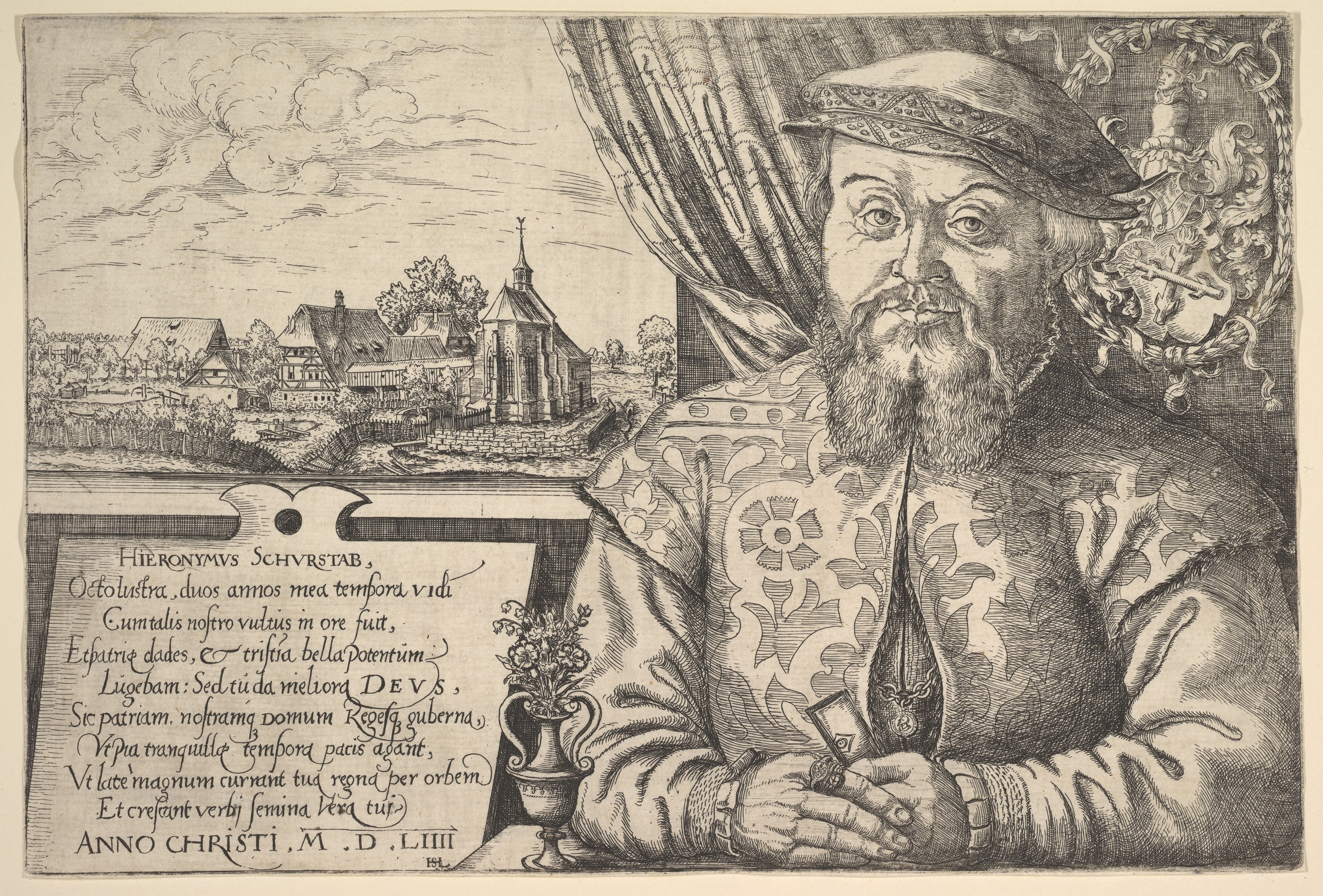
Hieronymus Schürstab, Ratsherr, Bürgermeister (von Hanns Lautensack, 1554)
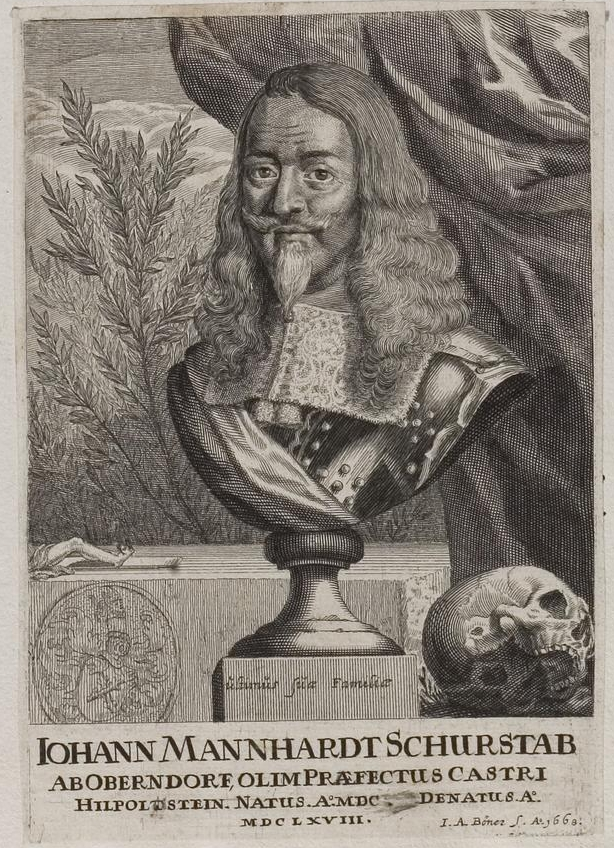
Johann Mannhardt Schürstab von Oberndorf (1600–1668), Burgvogt zu Hilpoltstein; Letzter der Familie

## Ehemalige Besitzungen
- 1319–1514 Herrensitz Behringersdorf
- 1328–1478 Schürstabhaus in Nürnberg
- 1375–1608 Herrensitz Oberndorf
- 1426 Nassauer Haus in Nürnberg
- 1431–1601 Herrensitz Rathsberg
- 1448–1497 die Mühle in Nürnberg-Doos (späterer Herrensitz Kernstein)
- Ende 15. Jh. Herrensitz Dormitz